# We Started Nothing
We Started Nothing es el álbum debut del dúo británico de electropunk, The Ting Tings. Fue lanzado por Columbia Records el 19 de mayo de 2008 en el Reino Unido.

## Lista de canciones
Todas las canciones fueron escritas por Jules De Martino y Katie White.
| N.º | Título                  | Duración |  |
| 1.  | «Great DJ»              | 3:23     |  |
| 2.  | «That's Not My Name»    | 5:11     |  |
| 3.  | «Fruit Machine»         | 2:54     |  |
| 4.  | «Traffic Light»         | 2:59     |  |
| 5.  | «Shut Up and Let Me Go» | 2:52     |  |
| 6.  | «Keep Your Head»        | 3:23     |  |
| 7.  | «Be the One»            | 2:58     |  |
| 8.  | «We Walk»               | 4:05     |  |
| 9.  | «Impacilla Carpisung»   | 3:51     |  |
| 10. | «We Started Nothing»    | 6:22     |  |

### Bonus Tracks en la Versión Japonesa
- "Great DJ" (7th Heaven Radio Mix) - 3:31
- "That's Not My Name" (Soul Seekerz Radio Mix) - 3:23
- "That's Not My Name" (Taku Takahashi (M-Flo) Mix)

### Edición De Lujo
- "Be the One" (Acoustic Version) - 3:16
- "Shut Up and Let Me Go" (Acoustic Version) - 2:46
- "Great DJ" (Acoustic Version) - 3:33
- "That's Not My Name" (Acoustic Version) - 4:26

### DVD Bonus
1. "Great DJ" (videoclip)
2. "That's Not My Name" (videoclip)
3. "Shut Up and Let Me Go" (videoclip)
4. "Be the One" (videoclip)
5. Making of "Shut Up and Let Me Go"
6. Making of "Be the One"
7. Salford/Berlin/London/New York

## Charts
| Chart (2008)                          | Posición peak |
| ------------------------------------- | ------------- |
| Australian Albums Chart               | 22            |
| Austrian Albums Chart                 | 64            |
| Belgian Album Chart (Wallonia)        | 54            |
| Belgian Album Chart (Flanders)        | 38            |
| French Albums Chart                   | 21            |
| German Albums Chart                   | 59            |
| Irish Albums Chart                    | 3             |
| Dutch Album Chart                     | 20            |
| New Zealand Album Chart               | 16            |
| Swiss Albums Chart                    | 28            |
| UK Album Chart                        | 1             |
| U.S. Billboard 200                    | 78            |
| U.S. Billboard Top Heatseekers        | 7             |
| U.S. Billboard Top Independent Albums | 8             |

## Ventas
| País          | Certificación | Ventas     |
| ------------- | ------------- | ---------- |
| Australia     | Oro           | 45,000+    |
| Reino Unido   | Platino       | 600,000+   |
| Nivel Mundial | Oro           | 1,200,000+ |